# Mànitx (Calmúquia)
|  | Per a altres significats, vegeu «Mànitx». |

Mànitx (en rus: Маныч) és un poble (un possiólok) de Calmúquia, a Rússia, segons el cens del 2012 tenia 396 habitants. Pertany al districte municipal d'Ikí-Burul.